# Vite di riserva
Vite di riserva è un libro scritto da Sandro Onofri. È il reportage di un viaggio compiuto dallo scrittore nell'estate del 1992 negli USA, nell'America dei “Pellerossa”.
Il viaggio si snoda attraverso le squallide porzioni di terra (definite “riserve”) che il governo degli Stati Uniti ha “concesso” ai nativi americani. Onofri, raccontando le storie quotidiane dei sopravvissuti e quelle dei loro avi, getta nuova luce sulle vicende che hanno accompagnato (e accompagnano) lo sterminio degli antichi popoli pellerossa e della loro cultura millenaria.
Lo scrittore ci offre una sorta di “epopea alla rovescia” della conquista americana, scrostata da tutta la mitologia carnevalesca e hollywoodiana che l'uomo bianco ha cucito addosso a questo popolo.
Una delle gemme del libro è la partecipazione dell'autore (in gran segreto) ad un'autentica Danza del Sole dei Sioux, legalizzata di nuovo durante la presidenza di Jimmy Carter.

## Edizioni
- Sandro Onofri, Vite di riserva, Fandango Libri, 2006, ISBN 978-88-6044-094-5.